# 北海道道705号ベベルイ中富良野停車場線

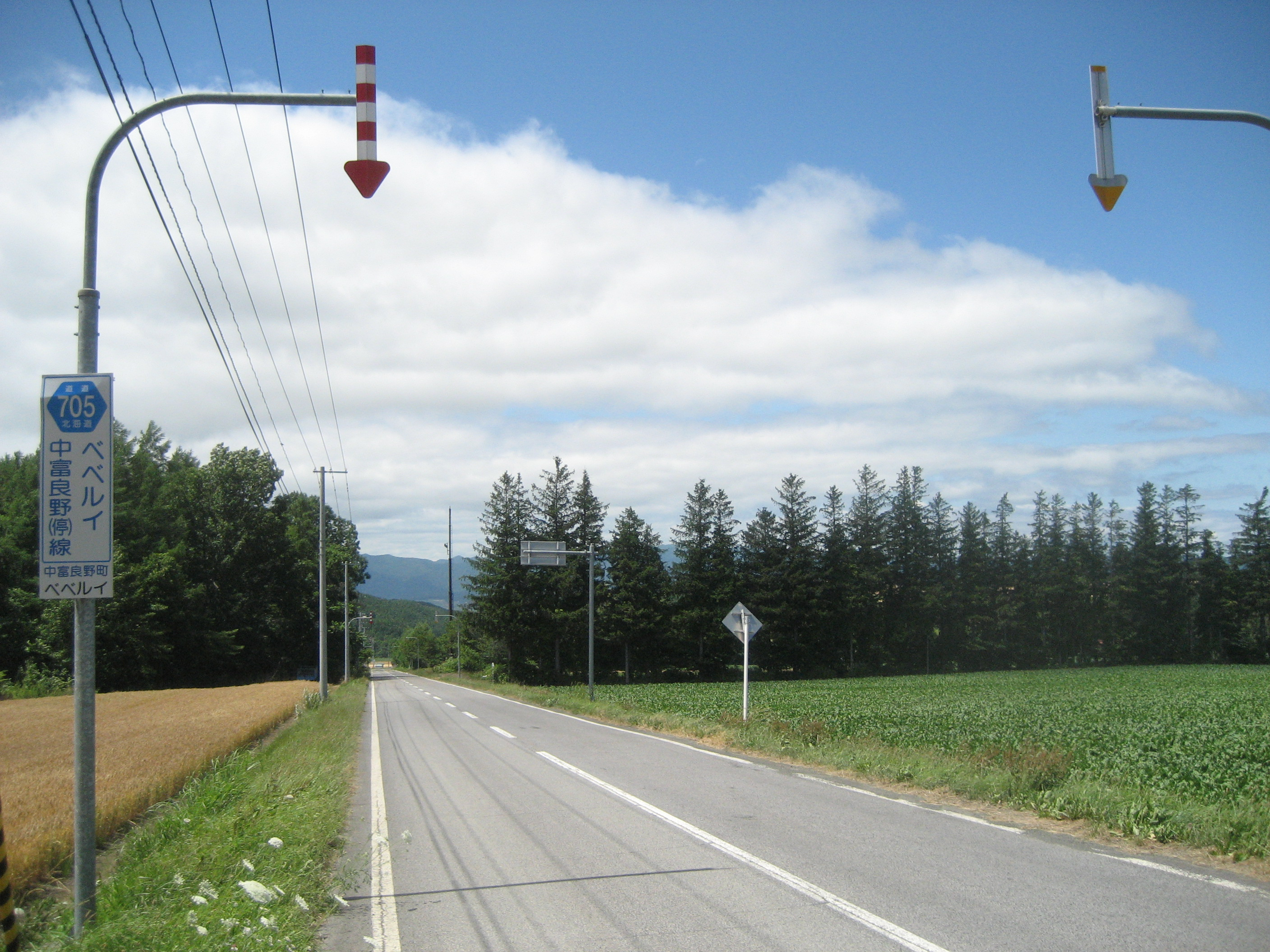
中富良野町ベベルイ（起点）付近

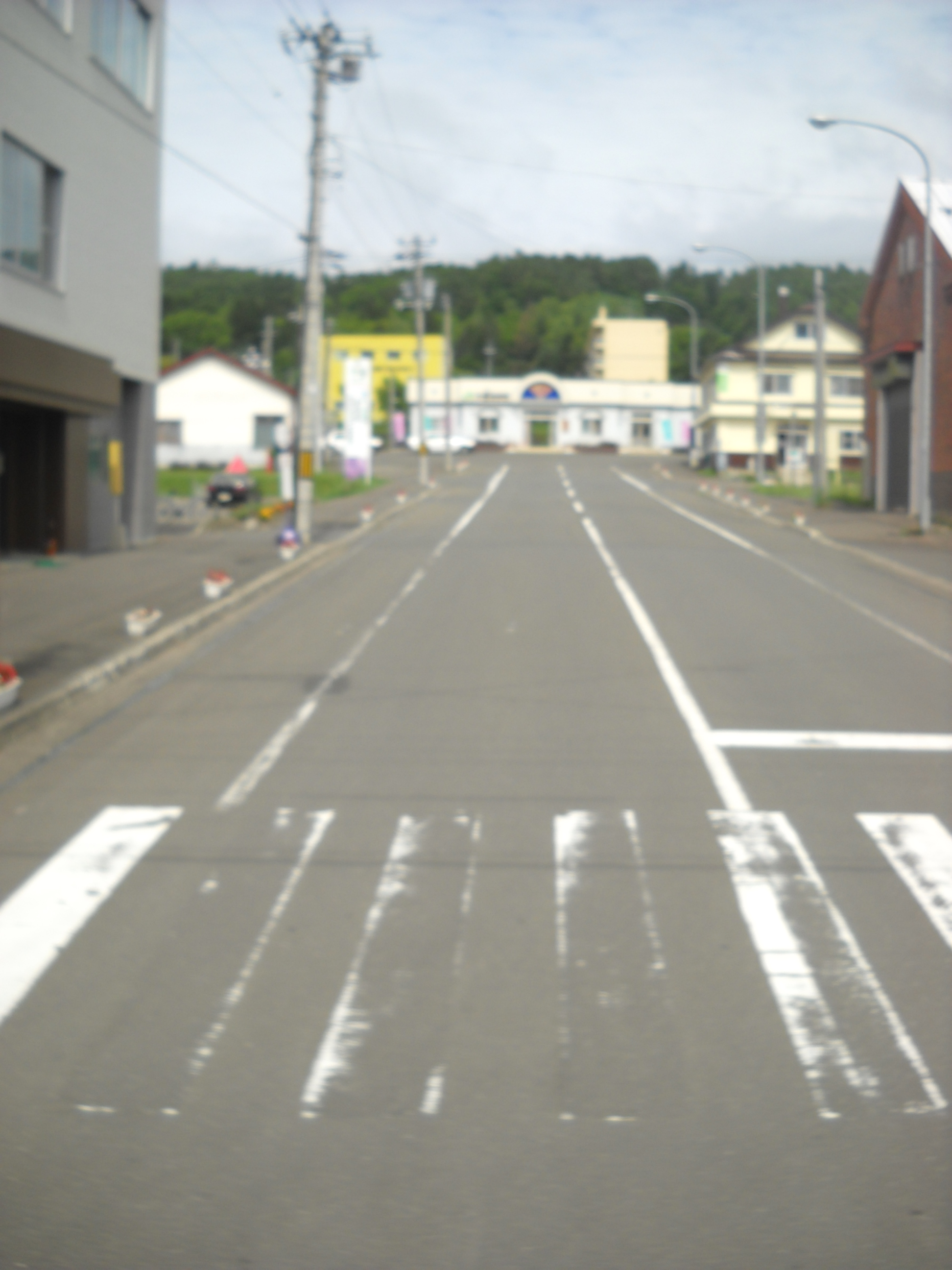
終点（奥側）付近の様子

北海道道705号ベベルイ中富良野停車場線（ほっかいどうどう705ごう ベベルイなかふらのていしゃじょうせん）は、北海道空知郡中富良野町内を結ぶ一般道道（北海道道）である。

## 概要

### 路線データ
- 起点：北海道空知郡中富良野町中富良野ベベルイ
- 終点：北海道空知郡中富良野町南町（JR北海道 富良野線 中富良野駅）
- 路線延長：10.4km（総延長、うち重複区間0.8 km）

## 歴史
- 1971年（昭和46年）3月31日 路線認定[1]。

## 路線状況

### 重複区間
- 中富良野町中富良野東9線北（北海道道298号上富良野旭中富良野線）
- 中富良野町南町（国道237号）

## 地理

### 通過する自治体
- 上川総合振興局
  - 空知郡中富良野町

### 交差する道路
中富良野町
- 北海道道298号上富良野旭中富良野線 - 中富良野（重複）
- 国道237号 - 南町（重複）

### 沿線にある施設など
中富良野町
- 星に手のとどく丘キャンプ場 - 中富良野ベベルイ
- 中富良野町立本幸小学校 - 中富良野ベベルイ
- 中富良野町立中富良野中学校 - 南町9-19
- セイコーマート中富良野店 - 新町1-25
- ふらの農業協同組合中富良野支所 - 南町4-31
- JR北海道 富良野線 中富良野駅 - 西町8